# Кајл Кузма
Кајл Александер Кузма (енгл. Kyle Alexander Kuzma; Флинт, Мичиген, 24. јул 1995) амерички је кошаркаш. Игра на позицији крилног центра, а тренутно наступа за Милвоки баксе.

## Успеси

### Клупски
- Лос Анђелес лејкерси:
  - НБА (1): 2019/20.

### Појединачни
- Идеални тим новајлија НБА — прва постава: 2017/18.
- Најкориснији играч НБА утакмице звезда у успону: 2019.